# Kristin Hunter
Kristin Hunter Lattany (* 12. September 1931 in Philadelphia als Kristin Eggleston; † 14. November 2008 in Mangolia, New Jersey) war eine US-amerikanische Schriftstellerin, die sich in ihrem literarischen Werk mit dem Leben der Afroamerikaner auseinandersetzte.

## Leben
Kristin Hunter wurde 1931 als Tochter afroamerikanischer Eltern in Philadelphia geboren. Ihr Vater war Schuldirektor und Colonel in der U.S. Army, ihre Mutter arbeitete als Lehrerin und Apothekerin. Schon früh begann sich Kristin für Kultur und Literatur zu interessieren. Als 14-Jährige wurde sie vom Pittsburgh Courier angestellt, einer afroamerikanischen Tageszeitung aus Pittsburgh. Dort arbeitete sie als Journalistin bis kurz nach dem Ende ihres Studiums an der University of Pennsylvania, das sie 1951 abschloss. In den nächsten Jahren arbeitete sie als Lehrerin und Werbetexterin. In den 1950er Jahren schrieb sie im Rahmen eines Wettbewerbs ein Drehbuch für eine TV-Sendung über die Rassentrennung an amerikanischen Schule und gewann prompt den Wettbewerb; ihr Konzept wurde – allerdings in abgewandelter Form – später im Fernsehen ausgestrahlt. Einige Jahre später begann sie ihre Karriere als Schriftstellerin, die sie schließlich als Professorin für Kreatives Schreiben an die University of Pennsylvania führte. Nach ihrer Emeritierung 1995 zog sie sich nach Mangolia, einem Vorort von Philadelphia, zurück. Dort starb sie im November 2008 nach einem Herzinfarkt. Sie war zweimal verheiratet.
Hunters Debütroman God Bless the Child (1964) handelt von einer jungen Afroamerikanerin aus der Unterschicht einer Stadt in den Nordstaaten, die versucht, für sich und ihre Großmutter den sozialen Aufstieg zu schaffen. Zwei Jahre später folgte der Roman The Landlord über einen weißen Hausbesitzer, der den armen afroamerikanischen Bewohnern seines Mehrfamilienhauses kündigen will, sich am Ende aber dagegen entscheidet. Das Buch wurde vier Jahre später von Hal Ashby unter dem Titel Der Hausbesitzer verfilmt. Zwischenzeitlich publizierte Hunter 1968 den Jugendroman The Soul Brother and Sister Lou (1968) über ein vierzehnjähriges Mädchen aus einem afroamerikanischen Ghetto, das den vorherrschenden Bandenkriegen mit der Gründung einer Musikgruppe entkommen will. Das mehrfach ausgezeichnete Buch erfuhr 1981 mit Lou in the Limelight eine Fortsetzung. Zunächst aber folgten Anfang der 1970er Jahre mit Boss Cat (1971) und Guest in the Promised Land (1973) zwei Sammlungen von Kindergeschichten und mit The Survivors (1975) ein Roman über die Freundschaft zwischen einer erwachsenen Schneiderin und einem dreizehnjährigen Jungen aus benachteiligten Verhältnissen. 1978 folgte der Roman The Lakestown Rebellion über die Widerstände der afroamerikanischen Bevölkerung gegen ein Urban-Renewal-Projekt in einem Ort in New Jersey.
Im Laufe der Zeit erarbeitete sich Hunter immer mehr den Ruf einer bedeutenden Vertreterin der afroamerikanischen Literatur. Einen wesentlichen Anteil daran hatte auch der Roman Kinfolks (1996) über zwei afroamerikanische Freundinnen, die in den 1960er Jahren die Hochzeit ihrer Kinder vorbereiten, bis sie bemerken, dass die beiden den gleichen Vater haben. Ihr nächster Roman Do Unto Others (2000) handelt von einem Ehepaar und seiner Beziehung zu einem afrikanischen Hochschullehrer und einem afrikanischen Model. Hunters letzter Roman Breaking Away stellt eine afroamerikanische Literaturprofessorin einer Elite-Universität in den Mittelpunkt, deren Verständnis von Gerechtigkeit und race durch ihre Verwicklung in einen Gerichtsprozess um Rassendiskriminierung an ihrer Hochschule ins Wanken gerät. In vielen ihrer Werke spiegelt sich Hunters Kindheit wider, sowohl in ihrer Darstellung von mittelständischen Afroamerikanern als auch anhand der Region New Jersey / Philadelphia als häufiger Handlungsort ihrer Werke. Ihr Schaffen wird grundsätzlich dem Realismus zugerechnet. Im Gegensatz zu anderen afroamerikanischen Schriftstellerinnen ihrer Generation wie Toni Morrison, Ishmael Reed oder Charles Richard Johnson erfährt Hunter nur wenig Aufmerksamkeit in der Literaturkritik.

## Ehrungen (Auswahl)
- 1971: Lewis Carroll Shelf Award für The Soul Brothers and Sister Lou[1]
- 1974: Christopher Award für Guest in the Promised Land[1]

## Veröffentlichungen
Romane
- God Bless the Child. Scribners, New York 1964.
  - Gott segne das Kind. Übersetzt von Otto Wilck. Kiepenheuer & Witsch, Köln 1966.
    - Unter dem Titel Ein Mädchen namens Rosie in gleicher Fassung auch in der Büchergilde Gutenberg (Frankfurt / Wien / Zürich 1968) erschienen.
    - Neuaufgelegt unter dem Titel Rosaly Flemmings im Lübbe-Verlag (Bonn 1984). ISBN 3-404-10435-8.
- The Landlord. Scribners, New York 1966.
  - Das Haus in der Poplar Street. Übersetzt von Werner von Grünau. Kiepenheuer & Witsch, Köln 1970.
- The Survivors. Scribners, New York 1975. ISBN 0-684-14201-5.
  - Wer überleben will. Übersetzt von Irmela Brender. Signal-Verlag, Baden-Baden 1977. ISBN 3-7971-0167-8. Neuaufgelegt bei Maier, Ravensburg 1981. ISBN 3-473-38717-7.
- The Lakestown Rebellion. Scribners, New York 1978. ISBN 0-684-15572-9.
- Kinfolks. Ballantine, New York 1996. ISBN 0-345-40706-7.
- Do Unto Others. Ballantine, New York 2000. ISBN 0-345-40708-3.
- Breaking Away. Ballantine, New York 2003. ISBN 978-0-345-44249-9.

Kinder- und Jugendliteratur
- The Soul Brother and Sister Lou. Scribners, New York 1968.
  - Lieder haben keine Farbe. Übersetzt von Klaus Velmeden. Franckh, Stuttgart 1974. ISBN 3-440-04053-4.
- Boss Cat. Scribners, New York 1971. ISBN 0-684-12491-2.
- Guests in the Promised Land. Scribners, New York 1973. ISBN 0-684-13227-3.
  - Das Land der Verheissung. Übersetzt von Hans-Georg Noack. Signal-Verlag, Baden-Baden 1974. ISBN 3-7971-0137-6. Neuaufgelegt bei Maier, Ravensburg 1980. ISBN 3-473-38618-9.
- Lou in the Limelight. Scribners, New York 1981. ISBN 0-684-16880-4.